# Zarajsk

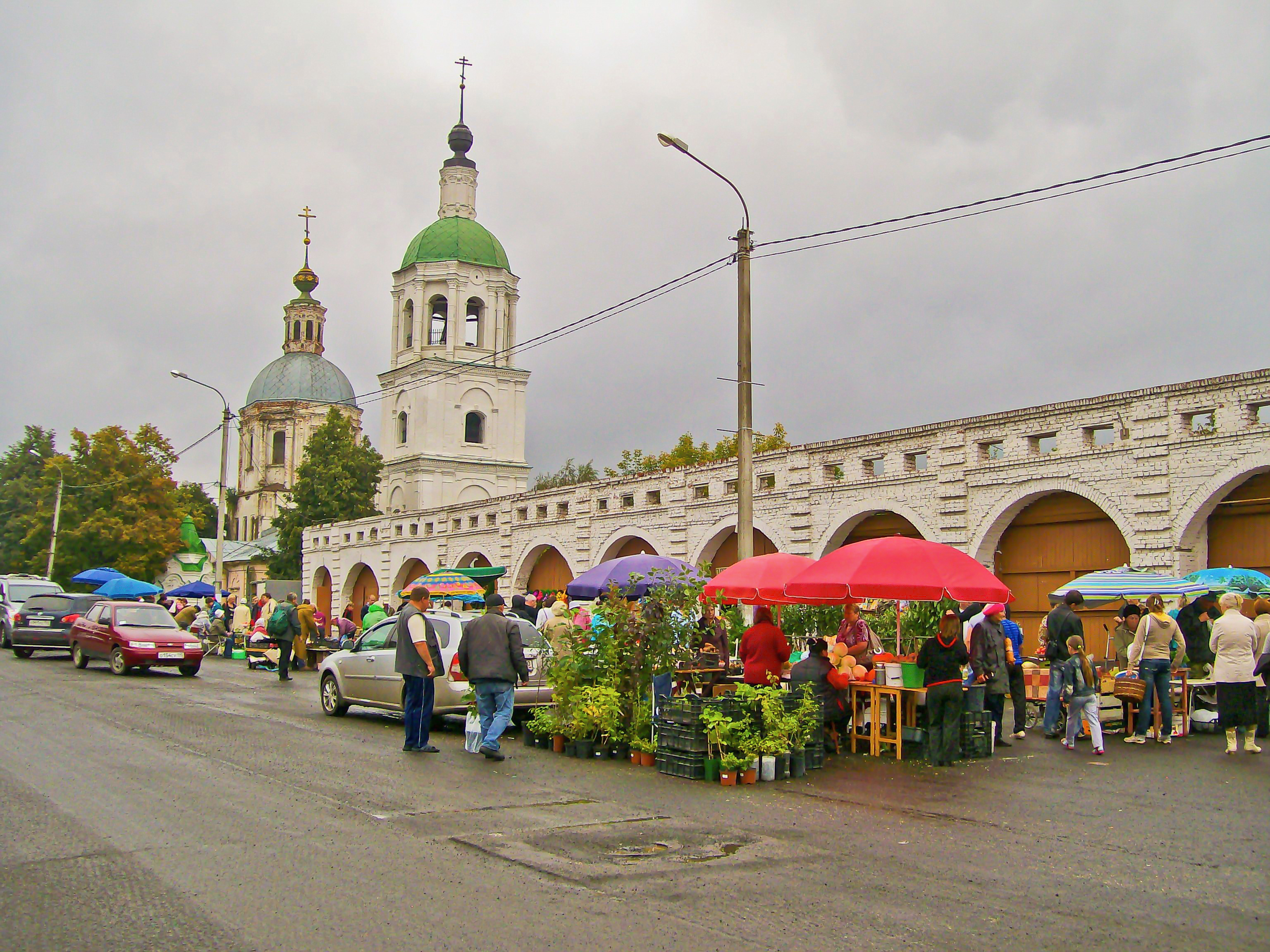
Centrala Zarajsk

Zarajsk (ryska: Зарайск) är en stad i Moskva oblast, Ryssland,  med 23 653 invånare (2016). Staden omnämns första gången på 1100-talet.